# 534년

## 연호
- 남량(南梁) 중대통(中大通) 6년
- 북위(北魏) 영희(永熙) 3년
- 동위(東魏) 천평(天平) 원년

## 기년
- 남량(南梁) 무제(武帝) 33년
- 북위(北魏) 효무제(孝武帝) 3년
- 동위(東魏) 효정제(孝靜帝) 원년
- 신라(新羅) 법흥왕(法興王) 21년
- 고구려(高句麗) 안원왕(安原王) 4년
- 백제(百濟) 성왕(聖王) 12년

## 사건
- 테오다하드가 동고트 왕국의 제3대 국왕이 되다.
- 반달 왕국 멸망
- 백제, 한성에서 다시 웅진으로 도읍을 옮김.

## 탄생
- 신라(新羅)의 24대 국왕(國王) 진흥왕(眞興王)

## 사망
- 아탈라리크, 동고트 왕국 제2대 국왕